# 普斯科夫省
普斯科夫省（羅馬化：Pskovskaya guberniya）是俄羅斯帝國和蘇聯早期的一個州。包括今日普斯科夫州的大部分。面積43,194平方公里，1897年人口1,122,317人。首府普斯科夫。
1796年建省，1927年被併入列寧格勒州。